# René Abadie
René Jean-Louis Celestin Abadie (* 13. August 1935 in Labroquère; † 11. Juli 1996 in Bayonne) war ein französischer Radrennfahrer und Olympiasieger im Radsport.

## Sportliche Laufbahn
Abadie war im Straßenradsport aktiv. Als Amateur gewann er 1955 mit dem Manx International das bedeutendste internationale Eintagesrennen für Amateure in Großbritannien. Seinen bedeutendsten sportlichen Erfolg hatte er bei den Olympischen Sommerspielen 1956 in Melbourne. Dort gewann er mit Michel Vermeulin, Maurice Moucheraud und Arnaud Geyre die Goldmedaille in der Mannschaftswertung des Straßenrennens. Im olympischen Einzelrennen wurde er beim Sieg von Ercole Baldini auf dem 27. Platz klassiert. 1956 siegte er im Grand Prix de l’Equipe, dem Amateurrennen von Paris–Tours. 
Von 1957 bis 1963 war er Berufsfahrer, davon sechs Jahre lang im Radsportteam Mercier als Domestik von Raymond Poulidor. 1957 gewann er den Circuit d’Aquitaine mit zwei Etappensiegen, 1960 die Tour de l’Ariège. Die Tour de France 1962 beendete er nicht. In der Vuelta a España 1963 kam er nicht ins Ziel.